# Letališče Lesce
Letališče Lesce (ICAO kratica LJBL) je javno letališče, ki se nahaja pri Lescah na severozahodu Slovenije, tik ob avtocesti Ljubljana-Jesenice.  Od središča Bleda in Blejskega jezera je oddaljeno 4 km. Zaradi lege in dobrih prometnih povezav s sosednjimi državami je širše območje letališča priljubljeno turistično območje.

## Zgodovina
Začetki letalstva na tem območju segajo že v jesen 1917, ko je bilo v neposredni bližini urejeno vojaško letališče za namen podpiranja operacij med 12. ofenzivo na soški fronti.
Letališče na današnji lokaciji se je razvilo iz pomožnega nemškega letališča, ki so ga po vojni dodatno utrdili, saj je bil teren močvirnat in zato nestabilen in pogosto poplavljen. V letih po vojni so potekala dela za utrditev terena in gradnjo nove vzletno-pristajalne steze. 
Leta 1947 so v želji po boljših pogojih za jadranje v gorah v Lesce iz dotedanje letalske šole v Kompoljah preselili hangar in tudi dejavnost jadralnega letenja in nastal je Republiški jadralni center Lesce. Na pobudo zanesenjakov, zbranih okrog Mirka Zlatnarja naj bi na letališču nastal center športnega in poslovnega letalstva, zato so leta 1954 pričeli z gradnjo letališča, ki bi ustrezalo tem namenom. Leta 1956 je bil ustanovljen Alpski letalski center Lesce, ki je združeval in nadaljeval tradicijo več predvojnih aeroklubov v okolici.
Na letališču so leta 1955 začela pristajati večja potniška letala, ki so letela na progi Beograd-Zagreb-Lesce, dve leti kasneje pa še na progi Dubrovnik-Lesce-Dunaj. Vzporedno se je razvijala tudi športna letalska dejavnost. Sočasno je Mirko Zlatnar začel z načrti za ustanovitev slovenskega letalskega podjetja Slovenski aerotransport. 
Z izgradnjo letališča Brnik leta 1963 letališče Lesce ni bilo več javno letališče, temveč le še športno letališče. 
V preteklosti je z letališčem upravljala delovna organizacija. Viri financiranja pa so bili sprva državni, od sredine 60. let pa so veliko večino sredstev prislužili člani z delovnimi akcijami, ki so postale bolj pogoste po močnem zmanjšanju financiranja iz državnih sredstev. Pri tej dejavnosti je šlo za izdelavo enostavnih izdelkov, predvsem dilatacijskih kartonov in pločevine za obnovo jeklarskih peči, delovne akcije pa so se večinoma odvijale v Železarni Jesenice ob remontih peči. S temi sredstvi pa se je vzdrževala infrastruktura in kupovala nova letala, člani pa so s tem plačevali tudi letenje. 
Po osamosvojitvi je letališče prešlo v upravljanje občine Radovljica, danes pa z letališčem upravlja Režijski obrat ALC v lasti občine, ki se poleg z upravljanjem letališča ukvarja tudi s panoramskimi poleti. Na letališču so prisotni še stalni uporabniki letališča, med katere spadajo Aeroklub ALC Lesce-Bled, podjetje za dela v zraku s helikopterjem Flycom in podjetje za servisiranje letal Aeroservice Meze. 
Lokacija letališča je vplivala tudi na nastanek drugih podjetij, povezanih z letalsko dejavnostjo, kot je servis jadralnih letal Glider Service, ter tudi proizvodnjo letal (Elan, Albastar).
Leta 2010 se je zaradi gradnje avtoceste Kranj-Jesenice letališče rekonstruiralo. Namesto travnate steze je bila zgrajena 1130 m dolga in 23 m široka asfaltna steza, ki je skoraj vzporedna s traso avtoceste mimo letališča.

## Tradicija padalstva
Znano je, da je prav Letališče Lesce zibelka svetovnega padalskega športa. Od leta 1947 je brez prekinitev dal v Sloveniji največ aktivnih tekmovalcev, padalcev in učiteljev padalstva. Padalci so vsa ta leta in še danes krojijo svetovni vrh v klasičnih padalskih disciplinah in paraskiju. V svoji zbirki imajo čez 30 naslovov svetovnih prvakov, kar je največ od športov v Sloveniji. Krovec vseh leških uspehov je trener Drago Bunčič.
Avgusta 1951 je bilo v Lescah organizirano I. Svetovno prvenstvo v padalstvu. Letališče Lesce je bil gostitelj še X. (September 1970) in XX. (September 1990) Svetovnega prvenstva v klasičnih padalskih disciplinah.

## Jadralno letalstvo
Letališče Lesce je najboljše izhodišče v Sloveniji za dolge in kakovostne prelete z jadralnimi letali; bilo pa je tudi že izhodišče za postavljanje tako državnih, kot tudi svetovnih rekordov. Zaradi neposredne bližine Karavank in Julijskih Alp je možno doseči glavno alpsko verigo, ki omogoča prelete tudi v smeri Nemčije in Švice. Profil terena omogoča sorazmerno zgodnji začetek termike in tudi izkoriščanje pobočnih vzgornikov ob vetrovih severnih in južnih smeri. Zaradi naštetih naravnih lastnosti so zelo pogosti preleti dolžine okrog 500 km, nič neobičajnega pa niso niti precej daljši preleti.
Jadralno letenje je samo eden od dejavnikov, da je letališče Lesce najbolj znano slovensko letališče in je znano tudi širom po Evropi. Vsako leto ga obišče mnogo tujih jadralnih pilotov (predvsem iz Avstrije in Nemčije, kar je tudi pomemben prispevek k turizmu v regiji.

## Avtokamp in restavracija na letališču
Letališče ima na posebej urejenem prostoru sanitarne objekte z vsemi potrebnimi priključki za kampiranje. Na samem letališču stoji tudi restavracija s teraso na kateri je možno opazovati vzletanje in pristajanje letal.

## Galerija
- Letališče Lesce
- Letališče Lesce, vlečno letalo Piper PA-25-235 Pawnee (S5-DBR) med pristajanjem po končani zračni vleki
- PARAWCS - ekipna tekma padalcev v skokih na cilj za točke svetovnega pokala - zmagovalna ekipa Elan iz Slovenije (28.06.2014)